# Resolució 1074 del Consell de Seguretat de les Nacions Unides
La Resolució 1074 del Consell de Seguretat de les Nacions Unides fou adoptada per unanimitat l'1 d'octubre de 1996. Després de recordar totes les resolucions sobre els conflictes a l'antiga Iugoslàvia, i, en particular, la Resolució 1022 (1995), el Consell va rescindir totes les mesures restants contra l'antiga Iugoslàvia de resolucions anteriors amb efecte immediat.
S'ha acollit amb beneplàcit la millora de la implementació de l'Acord de Dayton per a Bòsnia i Hercegovina, juntament amb el reconeixement mutu i l'establiment de relacions diplomàtiques entre tots els estats de l'antiga Iugoslàvia. Com a part de l'acord, era essencial que tots els països cooperessin amb el Tribunal Penal Internacional per a l'antiga Iugoslàvia (ICTY). També es va assenyalar que s'havien celebrat eleccions a Bòsnia i Hercegovina.
Actuant en virtut del Capítol VII de la Carta de les Nacions Unides, el Consell va observar que les eleccions van contribuir a fer un pas significatiu cap a l'aplicació de l'acord de pau i va autoritzar la rescissió de les sancions internacionals contra els estats de l'antiga Iugoslàvia. Es va instar a totes les parts a complir els seus compromisos i va assenyalar que mantindria la situació sota observació i que es reimposarien les mesures si alguna part no compleix les seves obligacions derivades de l'acord.
Finalment, el Comitè establert en virtut de la Resolució 724 (1991) es dissoldrà un cop finalitzat el seu informe. La Comissió havia celebrat 141 reunions abans que finalitzés el 15 de novembre de 1996.